# Olivier Tavernier
Pour les articles homonymes, voir Tavernier.
Olivier Tavernier, né le 20 septembre 1976, est un archer français.
Il est médaillé d'argent par équipes en tir à l'arc classique avec Thomas Antoine et Florent Mulot aux Championnats du monde en salle 2016 et avec Jean-Charles Valladont et Florent Mulot aux Championnats d'Europe en salle 2017.